# Mistrzostwa Świata w Narciarstwie Klasycznym 2001
Mistrzostwa Świata w Narciarstwie Klasycznym 2001 miały miejsce w dniach 15 – 25 lutego 2001 w fińskim Lahti.

## Biegi narciarskie

### Biegi narciarskie mężczyzn
| Konkurencja               | Data           | Złoto                                                                             | Srebro                                                                          | Brąz                                                                        |
| ------------------------- | -------------- | --------------------------------------------------------------------------------- | ------------------------------------------------------------------------------- | --------------------------------------------------------------------------- |
| Sprint 1 km               | 21 lutego 2001 | Tor Arne Hetland                                                                  | Cristian Zorzi                                                                  | Håvard Solbakken                                                            |
| 15 km                     | 15 lutego 2001 | Per Elofsson                                                                      | Mathias Fredriksson                                                             | Odd-Bjørn Hjelmeset                                                         |
| Bieg łączony 2 × 10 km    | 17 lutego 2001 | Per Elofsson                                                                      | Johann Mühlegg                                                                  | Witalij Dienisow                                                            |
| 30 km                     | 19 lutego 2001 | Andrus Veerpalu                                                                   | Frode Estil                                                                     | Michaił Iwanow                                                              |
| 50 km ze startu wspólnego | 25 lutego 2001 | Johann Mühlegg                                                                    | René Sommerfeldt                                                                | Siergiej Krianin                                                            |
| Sztafeta 4 × 10 km        | 22 lutego 2001 | Norwegia · Frode Estil · Odd-Bjørn Hjelmeset · Thomas Alsgaard · Tor Arne Hetland | Szwecja · Urban Lindgren · Mathias Fredriksson · Magnus Ingesson · Per Elofsson | Niemcy · Jens Filbrich · Andreas Schlütter · Ron Spanuth · René Sommerfeldt |

### Biegi narciarskie kobiet
| Konkurencja           | Data           | Złoto                                                                      | Srebro                                                             | Brąz                                                                                 |
| --------------------- | -------------- | -------------------------------------------------------------------------- | ------------------------------------------------------------------ | ------------------------------------------------------------------------------------ |
| Sprint 1 km           | 21 lutego 2001 | Pirjo Manninen                                                             | Kati Sundqvist                                                     | Julija Czepałowa                                                                     |
| 10 km                 | 20 lutego 2001 | Bente Skari                                                                | Olga Daniłowa                                                      | Larisa Łazutina                                                                      |
| Bieg łączony 2 × 5 km | 18 lutego 2001 | Virpi Kuitunen                                                             | Larisa Łazutina                                                    | Olga Daniłowa                                                                        |
| 15 km                 | 15 lutego 2001 | Bente Skari                                                                | Olga Daniłowa                                                      | Kaisa Varis                                                                          |
| Sztafeta 4 × 5 km     | 23 lutego 2001 | Rosja · Olga Daniłowa · Larisa Łazutina · Julija Czepałowa · Nina Gawriluk | Norwegia · Anita Moen · Bente Skari · Elin Nilsen · Hilde Pedersen | Włochy · Gabriella Paruzzi · Sabina Valbusa · Stefania Belmondo · Cristina Paluselli |

## Kombinacja norweska
| Konkurencja                   | Data           | Złoto                                                                             | Srebro                                                                     | Brąz                                                                       |
| ----------------------------- | -------------- | --------------------------------------------------------------------------------- | -------------------------------------------------------------------------- | -------------------------------------------------------------------------- |
| Sprint 7,5 km                 | 24 lutego 2001 | Marko Baacke                                                                      | Samppa Lajunen                                                             | Ronny Ackermann                                                            |
| 15 km metodą Gundersena       | 15 lutego 2001 | Bjarte Engen Vik                                                                  | Samppa Lajunen                                                             | Felix Gottwald                                                             |
| Kombinacja drużynowa 4 × 5 km | 20 lutego 2001 | Norwegia · Kenneth Braaten · Sverre Rotevatn · Bjarte Engen Vik · Kristian Hammer | Austria · Christoph Eugen · Mario Stecher · David Kreiner · Felix Gottwald | Finlandia · Jari Mantila · Hannu Manninen · Jaakko Tallus · Samppa Lajunen |

## Skoki narciarskie
| Konkurencja                       | Data           | Złoto                                                                                 | Srebro                                                                        | Brąz                                                                                  |
| --------------------------------- | -------------- | ------------------------------------------------------------------------------------- | ----------------------------------------------------------------------------- | ------------------------------------------------------------------------------------- |
| Normalna skocznia – indywidualnie | 23 lutego 2001 | Adam Małysz                                                                           | Martin Schmitt                                                                | Martin Höllwarth                                                                      |
| Duża skocznia – indywidualnie     | 19 lutego 2001 | Martin Schmitt                                                                        | Adam Małysz                                                                   | Janne Ahonen                                                                          |
| Normalna skocznia – drużynowo     | 25 lutego 2001 | Austria · Wolfgang Loitzl · Andreas Goldberger · Stefan Horngacher · Martin Höllwarth | Finlandia · Matti Hautamäki · Risto Jussilainen · Ville Kantee · Janne Ahonen | Niemcy · Sven Hannawald · Michael Uhrmann · Alexander Herr · Martin Schmitt           |
| Duża skocznia – drużynowo         | 21 lutego 2001 | Niemcy · Sven Hannawald · Michael Uhrmann · Alexander Herr · Martin Schmitt           | Finlandia · Risto Jussilainen · Jani Soininen · Ville Kantee · Janne Ahonen   | Austria · Andreas Goldberger · Wolfgang Loitzl · Martin Höllwarth · Stefan Horngacher |

Polska drużyna skoczków zajęła 5. miejsce na skoczni normalnej i 8. na dużej.

## Szczegółowe wyniki
- Skoki narciarskie
- Biegi narciarskie
- Kombinacja norweska

## Klasyfikacja medalowa
| Pozycja | Państwo   | Złoto | Srebro | Brąz | Razem |
| ------- | --------- | ----- | ------ | ---- | ----- |
| 1       | Norwegia  | 6     | 2      | 2    | 10    |
| 2       | Finlandia | 2     | 5      | 3    | 10    |
| 3       | Rosja     | 1     | 3      | 6    | 10    |
| 4       | Niemcy    | 3     | 2      | 3    | 8     |
| 5       | Austria   | 1     | 1      | 3    | 5     |
| 6       | Szwecja   | 2     | 2      | 0    | 4     |
| 7       | Polska    | 1     | 1      | 0    | 2     |
| 8       | Hiszpania | 1     | 1      | 0    | 2     |
| 9       | Włochy    | 0     | 1      | 1    | 2     |
| 10      | Estonia   | 1     | 0      | 0    | 1     |